# Hiroshi Ichihara
Hiroshi Ichihara (japanisch 市原 大嗣 Ichihara Hiroshi; * 24. April 1987 in der Präfektur Kumamoto) ist ein ehemaliger japanischer Fußballspieler.

## Karriere
Ichihara erlernte das Fußballspielen in der Schulmannschaft der Ozu High School. Seinen ersten Vertrag unterschrieb er 2006 bei Ōita Trinita. Der Verein spielte in der höchsten Liga des Landes, der J1 League. 2008 gewann er mit dem Verein den J.League Cup. Für den Verein absolvierte er acht Erstligaspiele. 2009 wechselte er zum Zweitligisten Sagan Tosu. Danach spielte er bei Renofa Yamaguchi FC, Kamatamare Sanuki und Honda Lock SC. Ende 2017 beendete er seine Karriere als Fußballspieler.

## Erfolge
Oita Trinita
- J.League Cup

Sieger: 2008